# Íþróttabandalag Akraness
O Íþróttabandalag Akraness é um clube desportivo islandês da cidade de Akranes fundado em 1946. Entre os principais esportes praticados no clube estão, futebol, basquete, natação e golf. As cores da equipe são, amarelo e preto.

## História
O clube foi fundado em 3 de Fevereiro de 1946, quando houve uma fusão entre Knattspyrnufélag Akranes (KA) e Knattspyrnufélagið Kári.

## Títulos de futebol
- Úrvalsdeild: 18
  - 1951, 1953, 1954, 1957, 1958, 1960, 1970, 1974, 1975, 1977, 1983, 1984, 1992, 1993, 1994, 1995, 1996, 2001
(Vice-campeão: 1952, 1955, 1959, 1961, 1963, 1964, 1965, 1969, 1978, 1979, 1985, 1997)
- Copa da Islândia: 9
  - 1978, 1982, 1983, 1984, 1986, 1993, 1996, 2000, 2003
(Vice-Campeão: 1961, 1963, 1964, 1965, 1969, 1974, 1975, 1976, 1999)
- Copa da Liga Islandesa: 3
  - 1996, 1999, 2003
- Super Copa da Islândia: 1
  - 2003
- Segunda Divisão Islandesa : 3
  - 1968, 1991, 2011[2]

## Titulos de Basquetebol
- Primeira Divisão da Islândia (1):
  - 1992-93
- Segunda Divisão da Islândia (1):
  - 2008-09